# Ивањичко читалиште
Ивањичко читалиште је читаоница која је отворена 30. децембра 1868. године у центру Ивањице. 

## Историјат
Први извештај о читаоници поднео је тадашњи окружни начелник Министарству просвете 1969. године. Извештај је био и прва вест о читаоници. Другу вест о читаоници донео је управник Димитрије Влајић у писму које шаље Српском ученом друштву 1873. године. 1874. године читаиште је имало 39 чланова и сваки члан је улагао годишње по 24 гроша. За целу 1874 годину било је читаоничког прихода од уписа чланства 936 гроша и од интереса на капитал 103 гроша. Расход је био 626 гроша чаршијских. Читаоница се претплатила на Српске новине. Од 1880. године сваки члан је улагао 4 динара и 80 пара динарских годишње. Последње вести се налазе у извештајуу Ужицу.. Од 1963. године била је у саставу дома културе, а данас се налази у склопу Библиотеке Светислав Вуловић.

## Фонд књига
Ивањичка читаоница је приликом оснивања имала 68 примерака разних књига, и једну слику кнеза Милана у малом формату, као и новине. Новине које је читаоница имала приликом оснивања: Званичне новине, Глас јавности, Ново доба, Исток, Будућност, Видовдан, Рад, Школа и Сион. Стране новине у фонду није имала, као ни мапе. Данас, Ивањичка читаоница има богат фонд књига.

## Чланови
Приликом отварања имала је 39 чланова. Сваки члан је улагао новац за одржавање читаонице. Читаоница је 1886. године имала 30 чланова. Непокретно имање нема, и општина је никада није финансирала.